# Подари жизнь
«Подари́ жизнь» — российский негосударственный благотворительный фонд помощи детям и молодым взрослым до 25 лет с онкологическими, гематологическими и иными тяжёлыми заболеваниями. Создан 26 ноября 2006 года по инициативе общественного деятеля и филантропа Галины Чаликовой, которая стала его первым директором. Учредителями стали актрисы Дина Корзун и Чулпан Хаматова. С 2018 года директор фонда — журналист, телеведущая и общественный деятель Екатерина Шергова.
В 2023 году вошёл в список топ-10 проекта «Рэнкинг благотворительных организаций РФ».

## История
В 2003 году когда две девушки, Анна Егорова и Екатерина Чистякова (впоследствии Анна стала попечителем фонда, а Екатерина — вторым директором после Галины Чаликовой), пришли в Российскую детскую клиническую больницу, чтобы сдать кровь для девочки, больной лейкозом. Оказалось, что доноров для всех пациентов катастрофически не хватает и родители детей вынуждены ходить по улицам и упрашивать прохожих сдать кровь. Чтобы как-то помочь, Анна и Екатерина начали размещать в интернете объявления, просили сдавать кровь всех своих знакомых, подключали к проблеме журналистов. Кроме того, стало ясно, что помимо донорской крови детям и их семьям нужна другая помощь: от приобретения лекарств до дружеской поддержки. Так родилась инициативная группа «Доноры-детям». Её волонтеры не только искали средства на лекарства, но и устраивали для пациентов походы в театры и другие развлечения.
К 2005 году к помощи были привлечены и знаменитые артисты, в том числе актрисы Дина Корзун и Чулпан Хаматова. Чулпан познакомилась с заместителем директора Федерального научно-клинического центра детской гематологии, онкологии и иммунологии доктором Галиной Новичковой и её коллегами-гематологами. Врачи попросили актрису провести благотворительный концерт классической музыки, средства от которого должны были пойти на покупку очень важного аппарата по облучению донорской крови стоимостью 200 000 долларов. 1 июня 2005 года, в Международный день защиты детей, на сцене театра «Современник» при поддержке российских артистов был проведен первый концерт, который стал ещё одним шагом к созданию фонда. На концерте собрали около 300 тысяч долларов — на 100 тысяч больше, чем предполагалось.
Второй концерт состоялся 1 июня 2006 года, к осени стало понятно, что для оказания полномасштабной помощи как отдельным детям, так и целым отделениям волонтерских усилий недостаточно. Возникла необходимость в открытии собственного банковского счета. 26 ноября 2006 года был зарегистрирован фонд «Подари жизнь».
Фонд продолжил организовывать ежегодные концерты в поддержку детей. Следующий концерт «Подари жизнь» прошел в театре «Современник» в 2007 году, в Московском доме музыки в 2009 году, концерт «Маленький принц» в 2010 году.
В 2012 году учредители фонда Дина Корзун и Чулпан Хаматова были удостоены Специального приза «За гуманизм» Совета российской академии кинематографических искусств «Ника».
В 2016 году фонд отметил свое 10-летие съемками концерта, который показали на Первом канале.[значимость факта?]
В 2024 году фонд занял 1-е место в рейтинге фандрайзинговых благотворительных НКО рейтингового агентства РАЭКС-Аналитика. Также можно посмотреть всю историю участия фонда в рейтингах RAEX.

## Проекты
У фонда «Подари жизнь» несколько проектов помощи тяжелобольным детям[значимость факта?].
Проект «ТКМ в регионах» работает над тем, чтобы трансплантация костного мозга становилась доступнее для как можно большего количества детей.
У фонда есть образовательный проект: для детских гематологов, онкологов и педиатров из регионов РФ проводятся выездные лекции ведущих российских специалистов[значимость факта?].
С 2011 года фонд проводит обучающий семинар для региональных некоммерческих организаций «Благотворительность против рака»[значимость факта?].
Существует проект «Амбулаторные квартиры».[значимость факта?]
У фонда более 1 600 волонтеров. База из 7000 безвозмездных доноров крови.[значимость факта?]
В 2010 году фонд организовал Всемирные детские «Игры победителей» — спортивные соревнования для детей, перенесших онкозаболевания. В 2018 году проект зарегистрировал самостоятельную некоммерческую организацию — АНО «Всемирные детские игры победителей». Фонд «Подари жизнь» стал одним из участников, который отправляет на соревнования свою команду[значимость факта?].